# Pseudohadena rosetincta
Pseudohadena rosetincta là một loài bướm đêm trong họ Noctuidae.